# Chartofylaks
Chartofylaks (gr.: χαρτοφύλαξ,chartofylaks, od χάρτα, "dokument" + φύλαξ, "strażnik, opiekun") – bizantyński urzędnik kościelny zajmujący się dokumentami i archiwami.
Istnienie urzędu chartofylaksa jest poświadczone przynajmniej od VII wieku. Chartofylaksi działali zarówno w Konstantynopolu, jak i przy biskupach na prowincji i byli odpowiedzialni za archiwa i kancelarię biskupa. Urzędy chartofylaksa posiadały też niektóre klasztory. W klasztorach żeńskich odpowiedniczka chartofylaksa nosiła tytuł "chartofylakissa". Znaczenie chartofylaksa w stolicy, wskutek związków z patriarchą Konstantynopola, stopniowo rosło, czyniąc jego urząd jednym z najważniejszych w Kościele bizantyńskim, mimo nominalnie niskiej rangi. Pseudo-Kodyn nazywa chartofylaksa sędzią wszystkich spraw i prawą ręką patriarchy. Dodaje również, że był opiekunem wszystkich statutów kościelnych, znajdujących się w chartofylakeionie (archiwum). Ponadto chartofylaks przewodniczył postępowaniom w sprawach małżeńskich, był głównym pośrednikiem pomiędzy duchowieństwem a patriarchą, przeglądał jego korespondencję i decydował o dostępie do patriarchy. Pod nieobecność patriarchy przewodniczył synodom. Chociaż był tylko diakonem miał pierwszeństwo przed wszystkimi biskupami. Stał na czele kancelarii liczącej dwunastu notariuszy.
Do znanych chartofylaksów w historii Bizancjum należą: Jerzy Pizydes, Jan Pediazym, Jan XI Bekkos.